# سمندرهای پیشرفته
سمندرهای پیشرفته (نام علمی: Salamandroidea) نام یک زیرراسته از راسته سمندر است.